# روی هورنیمن
روی هورنیمن (انگلیسی: Roy Horniman؛ ۱۸۷۴ – ۱۹۳۰) یک رمان‌نویس و فیلم‌نامه‌نویس اهل بریتانیا بود. از آثار او می‌توان به «اسرائیل رنک: خودزندگینامه یک مجرم» اشاره کرد که بر اساس آن، فیلم قلب‌های مهربان و نیم‌تاج‌ها (۱۹۴۹) ساخته شده است.